# Doug West
Pour les articles homonymes, voir West.
Jeffery Douglas « Doug » West, né le 27 mai 1967 à Altoona en Pennsylvanie, est un joueur puis entraîneur américain de basket-ball. Comme joueur, il évolue aux postes d'arrière et d'ailier.

## Biographie
Issu de l'université Villanova, West est sélectionné par les Timberwolves du Minnesota au second tour de la draft 1989. Joueur athlétique et complet aussi bien défensivement qu'offensivement, West devient un joueur titulaire régulier chez les Timberwolves lors de la saison 1991-1992, avec une moyenne de 14,0 points par match et participant au Slam Dunk Contest. La saison suivante, il réalise la meilleure saison offensive de sa carrière avec 19,3 points par match, et il bat en 1995, le record cumulé de points de la franchise détenu par Tony Campbell avec 4 888 points (battu depuis par Kevin Garnett). West est un "Timberwolf" original, puisqu'il a été drafté par l'équipe dès sa première année d'existence. Il est le dernier joueur de l'effectif à demeurer dans l'équipe.
Des blessures commencent à le perturber et il est transféré aux Grizzlies de Vancouver en échange d'Anthony Peeler à l'issue de la saison 1997-1998. West apporte son expérience à une jeune équipe des Grizzlies, mais son temps de jeu est limité et il met finalement un terme à sa carrière en NBA en 2001. Il totalise dans sa carrière 6 477 points, 1 670 rebonds et 1 292 passes décisives.
À la fin des années 1990, West a souffert de dépression et d'alcoolisme, pour lesquelles il a été traité,.
Après la NBA, West passe deux années en tant qu'entraîneur d'une équipe de lycée à Canonsburg, Pennsylvanie, puis deux années comme directeur sportif dans un lycée à Wheeling, Virginie-Occidentale. West devient ensuite entraîneur assistant à de l'équipe de basket-ball féminine de l'université Duquesne pour une saison. West est ensuite nommé entraîneur assistant des Villanova Wildcats, en remplacement de Ed Pinckney.
En septembre 2023, West est nommé entraîneur adjoint des 76ers de Philadelphie.